# Centrodora flava
Centrodora flava är en stekelart som först beskrevs av Girault 1911.  Centrodora flava ingår i släktet Centrodora och familjen växtlussteklar. Inga underarter finns listade.